# The Basics

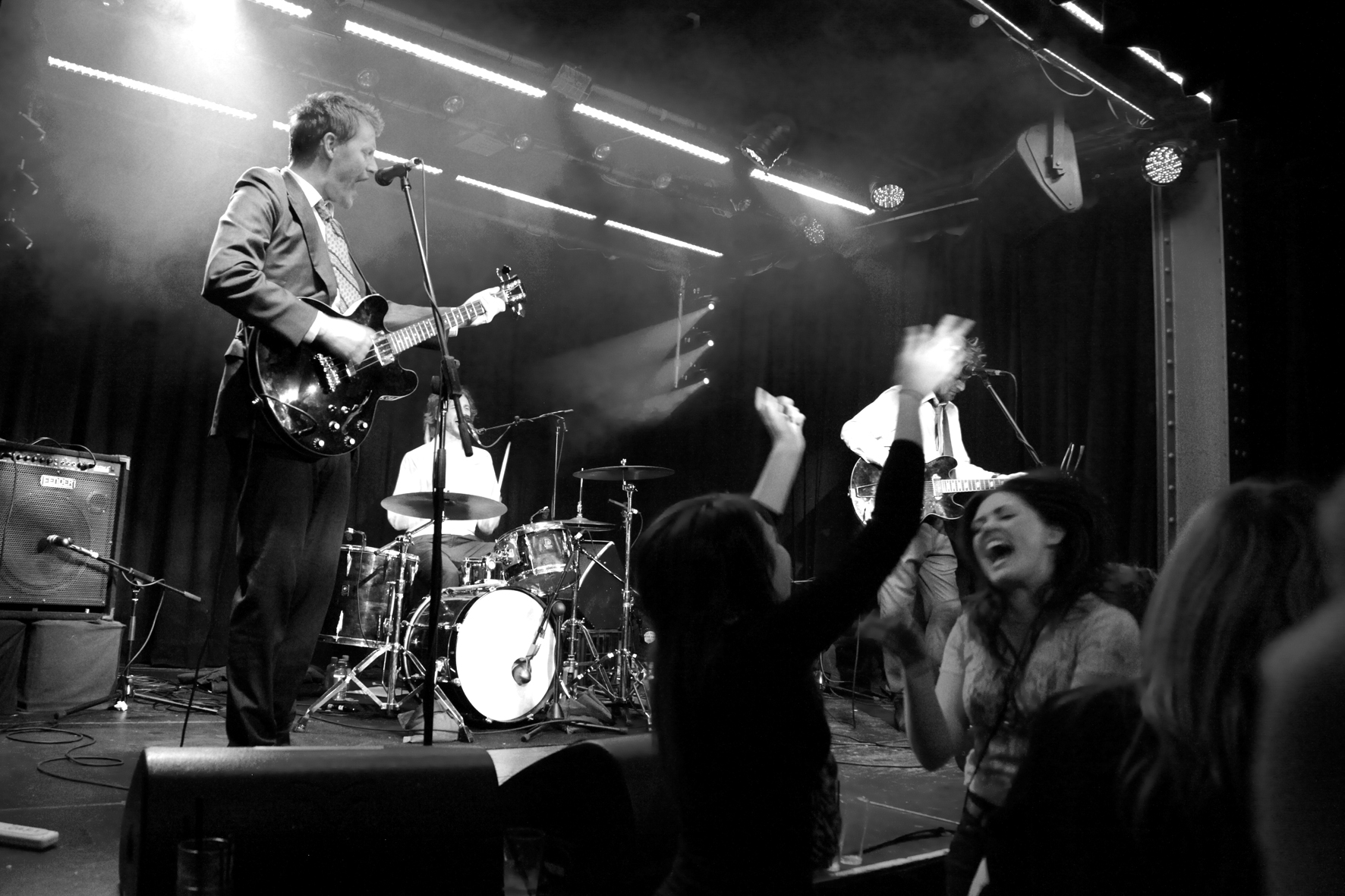
The Basics

The Basics is een muziekgroep uit Melbourne, Australië die bestaat uit drie personen, Wally De Backer (als soloartiest bekend als Gotye), Kris Schroeder en Tim Heath. Hun stijl wordt omschreven als indiepop/pop-rock, alhoewel hun opnames een breed scala vertonen van genres, waarin reggae, ska, country, en electro-pop. 

## De groep
The Basics zijn opgericht nadat Kris Wally ontmoette op een feestje in Melbourne. Later op het feestje vonden ze gemeenschappelijke waarden in de Beatles, tekenfilmmuziek van de jaren 70 en 80 en oude Sierra Adventure-spelletjes.
In het begin speelden ze in de buurt van Melbourne als een akoestische gitaar/drumscombinatie. Ze begonnen in The Opposition in Frankston en in The House of Fools in Footscray, waar ze eind 2002 Michael Hubbard ontmoetten en hem uitnodigden om met hen als gitaarman te gaan spelen. Kris had geen enkele ervaring met een basgitaar, maar kocht alsnog zijn eerste basgitaar. Vervolgens begon de groep snel liedjes te maken met ingewikkelde trio-harmonieën. 
De groep neemt twee sabbatjaren, met een aangekondigde terugkeer naar de planken aan het eind van 2012. Wally De Backer lanceerde 'Making Mirrors' onder zijn Gotye-act in augustus 2011. Tim Heath gaat toeren en opnemen met Blood Red Bird, en Kris Schroeder nam een solo EP op, 'Patience in the Face of Control', vooraleer hij Australië verliet om één sabbatjaar te gaan werken voor het Rode Kruis in Kenia.

## Leden
- Kris Schroeder: Bas, zang
- Wally De Backer: Drums, zang
- Tim Heath: Gitaar, zang

## Discografie

### Albums
- Get Back (15 januari 2004)
- Stand Out/Fit In (5 mei 2007)
- Keep Your Friends Close (25 september 2009)
- ðə'bæzɪtʃ (Engels: The Basics) (20 augustus 2010)
- My Brain's Off (And I Like It) (2013)
- Leftovers (2013)

### Ep's
- For Girls Like You (11 juli 2005)
- Lookin' Over My Shoulder (10 februari 2007)
- Like A Brother (5 juni 2009)
- Wait For You (21 mei 2010)

### Singles
- Call It Rhythm & Blues (20 augustus 2004)
- Just Hold On
- With This Ship (22 februari 2009)
- So hard for you (2013)